# Isabel Fernandes
Pour les articles homonymes, voir Fernandes.
Isabel Sambovo Fernandes, alias Belezura (née le 5 juin 1985) est une ancienne joueuse de handball angolaise. 

## Carrière
Elle a été membre de l'équipe d'Angola féminine de handball, et a participé au Championnat du monde féminin de handball 2011 au Brésil ainsi qu'aux Jeux olympiques d'été en 2004, 2008 et 2012 .
Belezura est cinq fois championne d'Afrique, après avoir remporté ces titres en 2004, 2006, 2008, 2010 et 2012.
Belezura a été la meilleure buteuse du Championnat du monde junior de handball féminin 2005.
Elle a terminé sa carrière en club au Petro Atlético de Luanda.

## Palmarès

### En équipe nationale
Jeux olympiques
- 9e place aux Jeux olympiques 2004
- 12e place aux Jeux olympiques 2008
- 10e place aux Jeux olympiques 2012

Championnats du monde
- 16e place au Championnat du monde 2005 en Russie
- 8e place au Championnat du monde 2011 au Brésil

Championnats d'Afrique 
- Médaille d'or au Championnat d'Afrique 2004
- Médaille d'or au Championnat d'Afrique 2006
- Médaille d'or au Championnat d'Afrique 2008
- Médaille d'or au Championnat d'Afrique 2010
- Médaille d'or au Championnat d'Afrique 2012